# (13995) Tõravere
(13995) Tõravere, désignation internationale (13995) Toravere, est un astéroïde de la ceinture principale.

## Description
(13995) Toravere est un astéroïde de la ceinture principale. Il fut découvert le 19 mars 1993 à La Silla par le programme UESAC. Il présente une orbite caractérisée par un demi-grand axe de 2,41 UA, une excentricité de 0,17 et une inclinaison de 2,4° par rapport à l'écliptique.

## Compléments